# بال‌های پروانه
بال‌های پروانه (اسپانیایی: Alas de mariposa‎) فیلمی درام به کارگردانی خوانما باخو اویوآ است که در سال ۱۹۹۱ منتشر شد. این فیلم در سی و نهمین جشنواره بین‌المللی فیلم سن سباستین برندهٔ صدف طلایی و در ششمین دورهٔ جوایز گویا برندهٔ ۳ جایزه (بهترین کارگردان جدید، بهترین فیلم‌نامهٔ غیراقتباسی و بهترین بازیگر نقش اول زن شد.

## خلاصه داستان
یک زوج فقیر دوست دارند صاحب یک فرزند پسر شوند، اما در عوض یک دختر به نام آ به‌دنیا می‌آورند. مدتی بعد، آنها پسری به دنیا می‌آید، اما آمی از روی حسادت نوزاد را می‌کشد و روابط بین مادر و دختر تیره و تار می‌شود.

## گزیدهٔ بازیگران
- سیلویا مونت در نقش کارمِن[۵]
- تیتو والورده در نقش گابریل[۶]
- سوسانا گارسیا دیِس در نقش آمی[۷]
- لائورا باکرو در نقش بچگی آمی[۷]
- چما بلاسکو در نقش آلخاندرو[۸]
- آلبرتو مارتین در نقش گورکا[۹]